# San José Chiapa
San José Chiapa (del Náhuatl: Chiahuitl, pa ‘Pantano, en’‘En el pantano’) es una población del estado mexicano de Puebla, localizada en la zona centro-oriental, es cabecera del municipio del mismo nombre.

## Historia
Lo que hoy es la población de San José Chiapa tiene su origen en un asentamiento de grupos nahuas dominados por la cercana Tepeaca, en ese momento una importante y fuerte guarnición mexica, tras la conquista española recibió el patrocinio de San José y se convirtió en un punto de paso entre el camino de Puebla al puerto de Veracruz.
En el año de 1647 estuvo oculto en San José Chiapa el entonces obispo de Tlaxcala, Juan de Palafox y Mendoza, quien en medio de un grave enfrentamiento con los miembros de la Compañía de Jesús había recibido amenazas de muerte.
Durante la guerra de independencia de México, el 7 de octubre de 1812, las tropas insurgentes al mando de José María Morelos se enfrentaron a los ejércitos realistas en la entonces Hacienda de Ozumba, en las cercanías de San José Chiapa, en dicho combate murió el coronel insurgente Mario Tapia.
Tras la independencia de México y el establecimiento del estado de Puebla, San José Chiapa quedó incorporado en el Partido y luego Distrito de Tepeaca, en 1895 fue constitutido en cabecera del nuevo municipio de su nombre, sin embargo el 1921 el municipio fue suprimido e incorporado al de Tepeaca, hasta que por ley del 1 de octubre de 1923 fue restablecido, recuperando San José Chiapa su carácter de cabecera municipal como permanece hasta el día de hoy.
El 4 de mayo de 2013 se colocó en San José Chiapa la primera piedra de una planta de autos de Audi, que fue inaugurada el 30 de septiembre de 2016.

## Localización y demografía
San José Chiapa se encuentra en el oriente del estado de Puebla, su municipio pertenece a la Región III de Ciudad Serdán, y en los extensos Llanos de San Juan, situados entre la Malinche al oeste y el Pico de Orizaba al este. Aunque no lo atraviesa ninguna corriente fluvial, en las cercanías de la población se forman en época de lluvias sitios pantanosos o lodazales formados en depresiones del terreno plano y que dieron origen el nombre náhuatl de la población. Estas depresiones inundables son similares a las que forman, al noreste de la población, la Laguna de Totolcingo.
Sus coordenadas geográficas son 19°14′38″N 97°46′12″O / 19.24389, -97.77000 y tiene una altitud de 2 367 metros sobre el nivel del mar, dista aproximadamente 60 kilómetros de la capital del estado, la ciudad de Puebla de Zaragoza, hasta el noreste, estando comunicada con ella por la Carretera Federal 129 que además la une con las muy cercanas poblaciones de Nopalucan, Acajete y Rafael Lara Grajales hacia el sur, y hacia el norte con el El Carmen Tequexquitla en Tlaxcala y con Teziutlán en Puebla.
De acuerdo a los resultados del Censo de Población y Vivienda de 2010 realizado por el Instituto Nacional de Estadística y Geografía, la población de San José Chiapa es de un total de 4 821 habitantes, de los cuales 2 325 son hombres y 2 496 son mujeres.